# Сібіоара
Сібіоара (рум. Sibioara) — село у повіті Констанца в Румунії. Входить до складу комуни Луміна.
Село розташоване на відстані 195 км на схід від Бухареста, 22 км на північ від Констанци, 125 км на південь від Галаца.

## Населення
За даними перепису населення 2002 року у селі проживали 447 осіб, усі — румуни. Усі жителі села рідною мовою назвали румунську.